# Спрингпорт (Мичиген)
Спрингпорт (енгл. Springport) град је у америчкој савезној држави Мичиген.

## Демографија
По попису из 2010. године број становника је 800, што је 96 (13,6%) становника више него 2000. године.
| Група             | 2000.       | 2010.       |
| Белци             | 677 (96,2%) | 762 (95,3%) |
| Афроамериканци    | 1 (0,1%)    | 1 (0,1%)    |
| Азијати           | 2 (0,3%)    | 3 (0,4%)    |
| Хиспаноамериканци | 13 (1,8%)   | 15 (1,9%)   |
| Укупно            | 704         | 800         |